# ملعب يوكوهاما
استاد يوكوهاما (横浜スタジアム Yokohama Sutajiamu) هو ملعب يقع في منطقة ناكا-كو في مدينة يوكوهاما في اليابان ، افتتح في عام 1978 حيث يستوعب مدرجه 35000 متفرج.

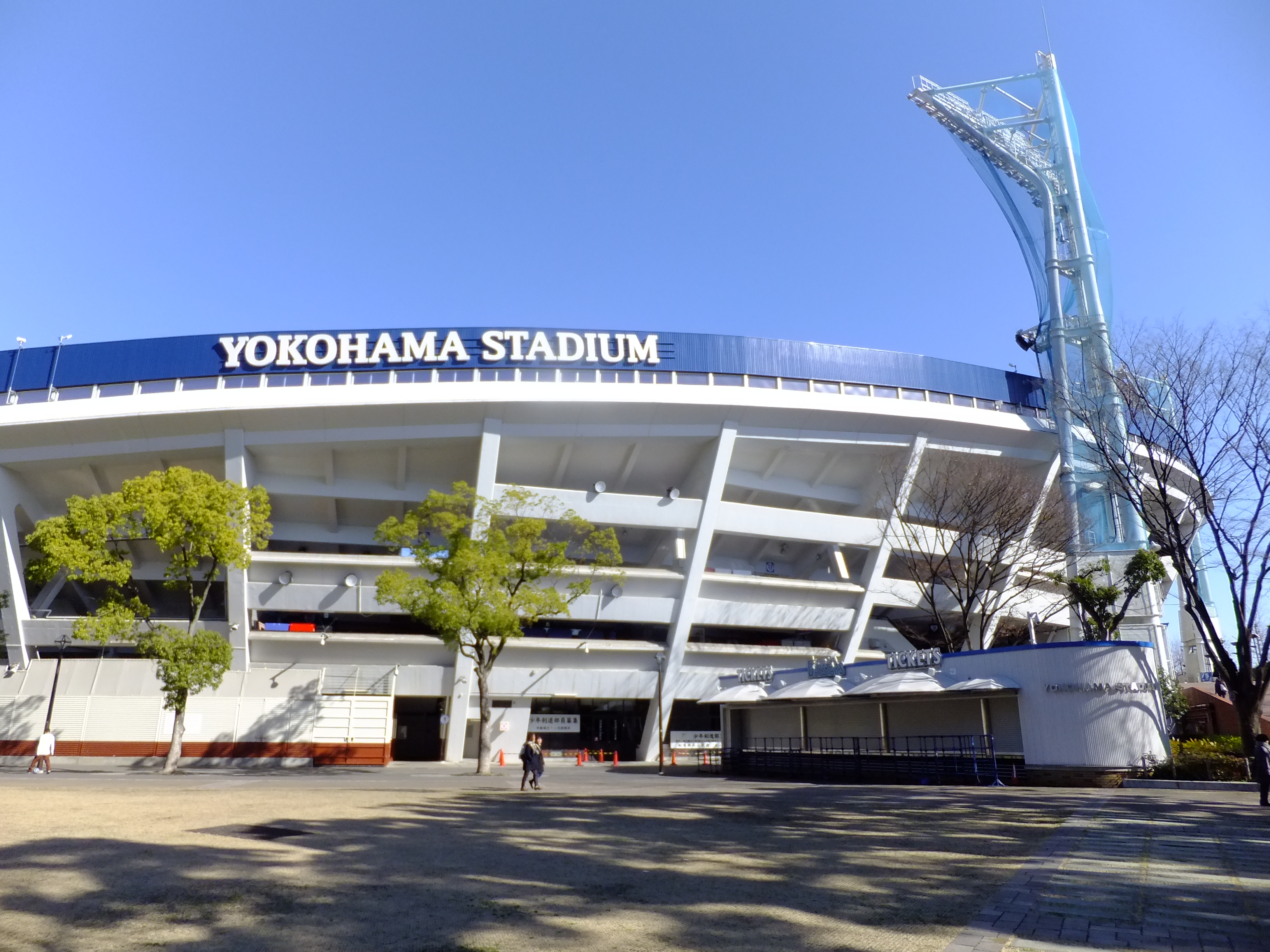
خارج ملعب يوكوهاما (فبراير 2015)

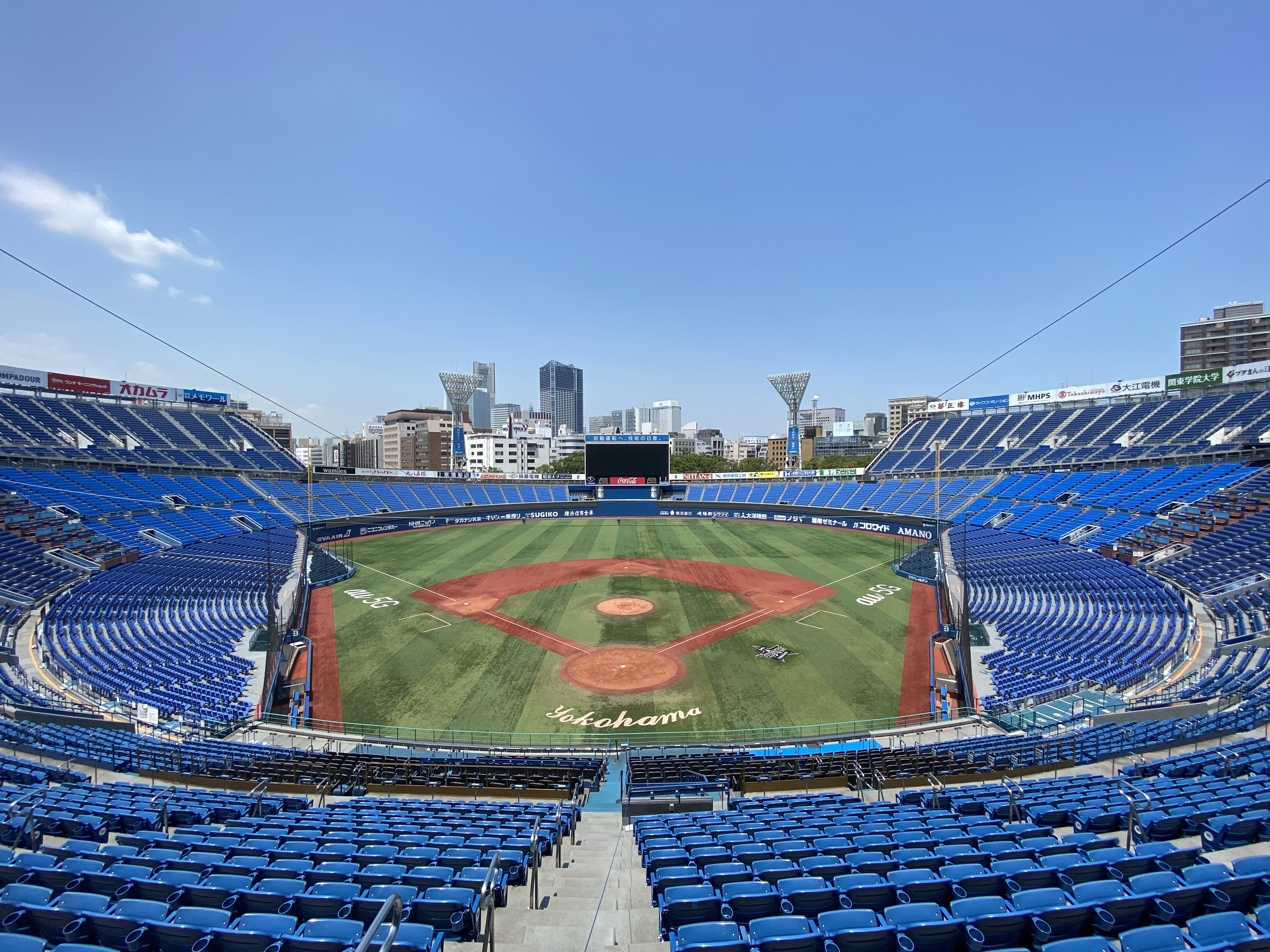
(2020)

يتم استخدامه بشكل أساسي في لعبة البيسبول وهو الملعب الرئيسي لـ Yokohama DeNA BayStars .
استضاف الملعب مباراة لكرة القدم الأسترالية حيث كان هناك ثاني أكبر حشد لمثل هذا الحدث خارج أستراليا. 

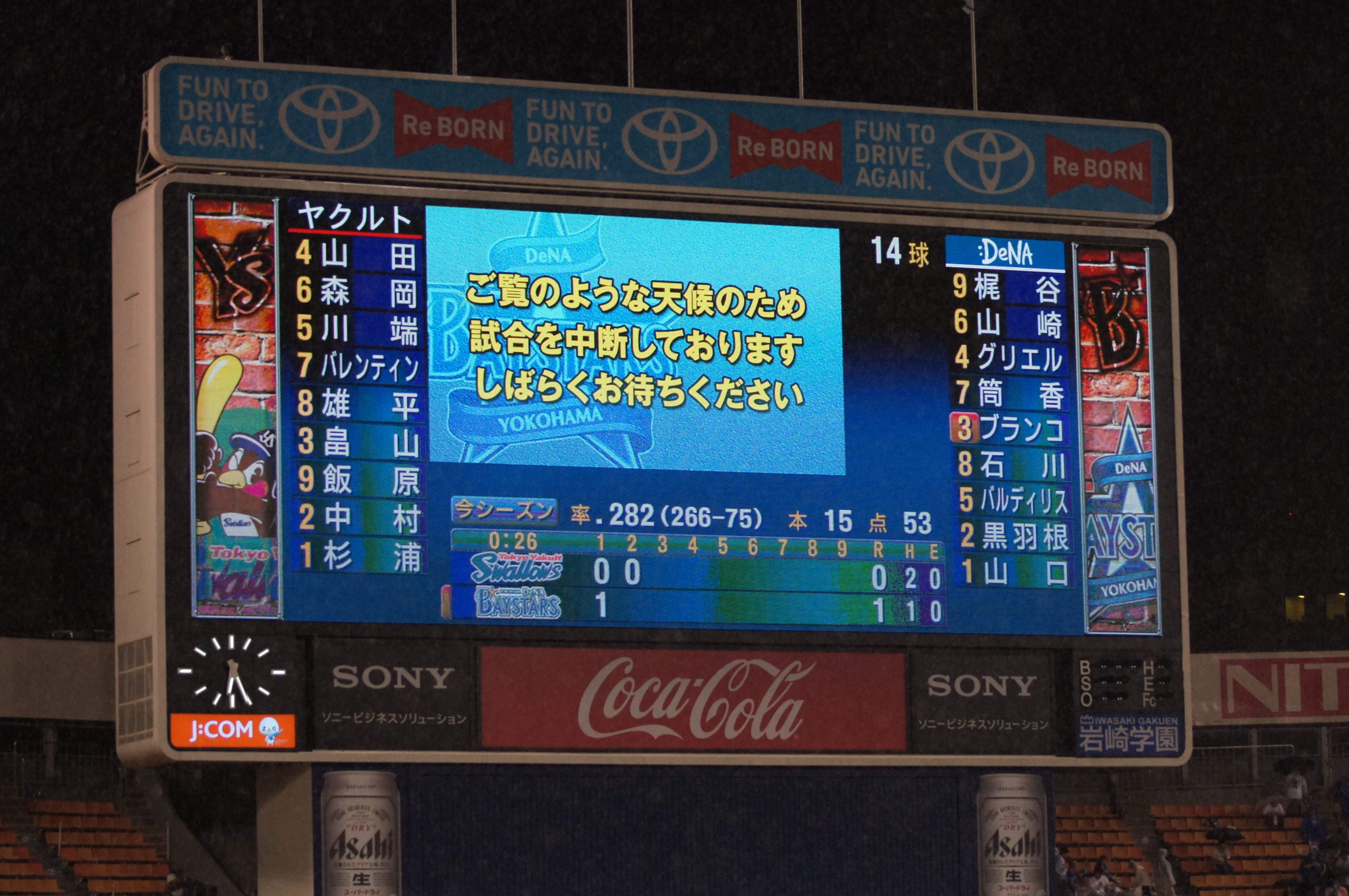
لوحة النتائج الرئيسية للملعب

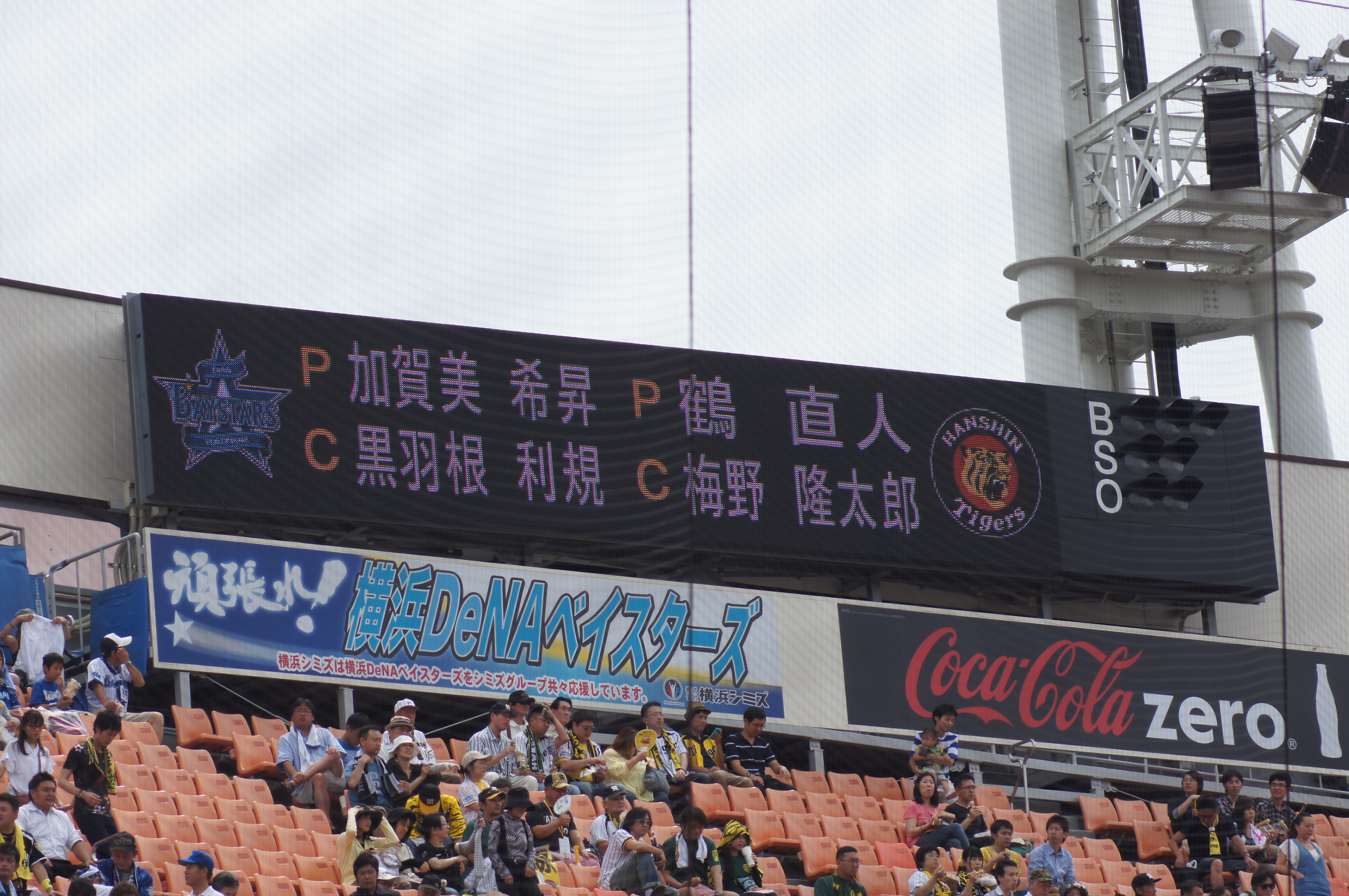
لوحة نتائج ملعب أصغر

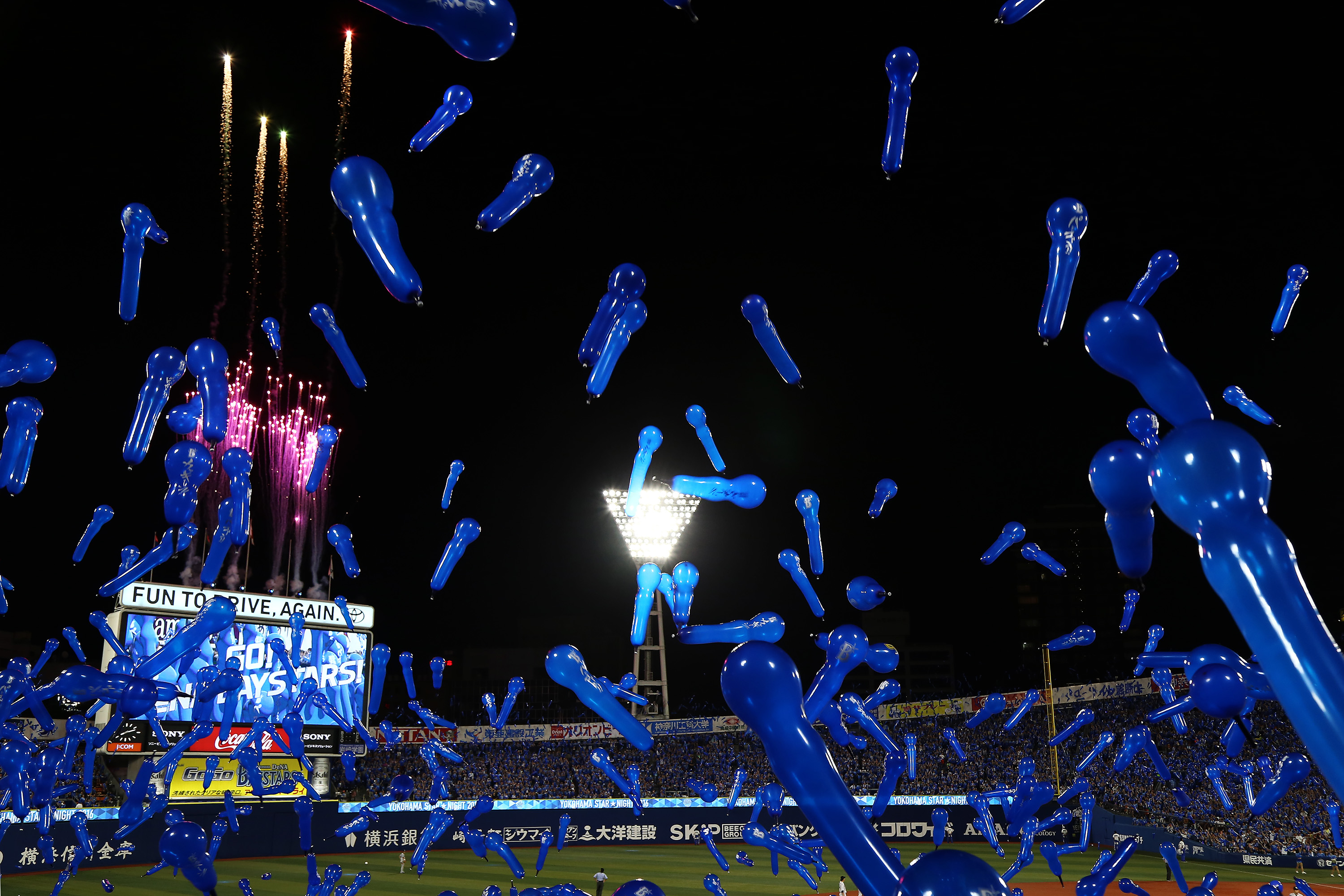
المشجعون يطلقون البالونات خلال الشوط السابع

يستضيف الملعب فعاليات منافسات البيسبول والكرة اللينة في دورة الألعاب الأولمبية الصيفية 2020 .

## روابط خارجية
- الموقع الرسمي
- قالب:Osmway